# Aurélia Petit

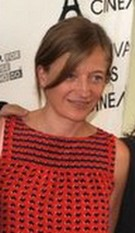
Aurélia Petit (2012)

Aurélia Petit (* 18. April 1971) ist eine französische Schauspielerin.
Petit begann 1984 mit Theaterspielen. Für ein Jahr war sie an der Theaterschule von Niels Arestrup. Seit 1993 ist sie in französischen Film- und Fernsehproduktionen zu sehen. 2006 spielte sie die Büroangestellte Martine in dem Film Science of Sleep – Anleitung zum Träumen von Michel Gondry.

## Filmografie (Auswahl)
- 1996: Le Dernier Chaperon rouge
- 1998: Ein bißchen Liebe (Laisse un peu d’amour)
- 1998: Histoire naturelle
- 1998: Papa ist jetzt im Himmel (Papa est monté au ciel)
- 1999: Lila Lili
- 1999: La Nouvelle Ève
- 1999: 1999 Madeleine
- 2000: Un possible amour
- 2000: La Commune (Paris, 1871)
- 2002: Kleine Teufel (Les Diables)
- 2006: Science of Sleep – Anleitung zum Träumen (La Science des rêves)
- 2006: Looking for Cheyenne (Oublier Cheyenne)
- 2006: Barrage
- 2009: Nord Paradis
- 2009: Louise Michel
- 2008: Musée haut, musée bas
- 2009: L’Enfance du mal
- 2009: Ivül
- 2010: Tournée
- 2010: Monsieur l’Abbé
- 2012: Beau rivage
- 2013: Le Temps de l’aventure
- 2013: Ein Schloss in Italien (Un château en Italie)
- 2014: Unter dem Teppich (Les pieds dans le tapis)
- 2014: Die Tage unter Null (Les heures souterraines)
- 2015: Wochenenden in der Normandie (Week-Ends)
- 2015: Papa Lumière
- 2015: Das gespaltene Dorf (Mon cher petit village)
- 2015: Tagebuch einer Kammerzofe (Journal d’une femme de chambre)
- 2016: Personal Shopper
- 2017: Verratenes Glück (Un adultère)
- 2017: Happy End
- 2018: Unser Geheimnis (Tout contre elle)
- 2018: Ad Vitam (Fernsehserie, 3 Folgen)
- 2019: Gelobt sei Gott (Grâce à Dieu)
- 2019: Osmosis (Fernsehserie, 6 Folgen)
- 2022: Warten auf Bojangles (En attendant Bojangles)
- 2022: Saint Omer
- 2024: Im Wasser der Seine (Sous la Seine)
- 2024: Ich lasse mir nichts mehr gefallen (Je ne me laisserai plus faire)